# Oranjerestauratie
De Oranjerestauratie was het herstel van de macht van Willem V als erfstadhouder van de Republiek der Verenigde Nederlanden in 1787 door de Pruisische inval tijdens de patriottentijd. De restauratie maakte een voorlopig einde aan die tijd tot de Bataafse Revolutie van 1795.

## Aanloop
Gedurende de tweede helft van de achttiende eeuw groeide de onvrede over de regentenklasse die zich steeds meer afsloot van het volk. Het bestuur van het land was eerder weliswaar geen democratie geweest, maar het volk had nog wel invloed uit kunnen oefenen. De onvrede kwam het eerst tot uiting in de pachtersoproer in 1748. De doelisten zagen Willem IV als degene die het bestuur kon hervormen, maar toen hij aan de macht kwam, bleek hij niet van plan de bestaande structuur te veranderen. De vroege dood van Willem IV in 1751 liet het stadhouderschap toekomen aan de driejarige Willem V die in 1766 meerderjarig werd. Ook hij wist daarna niet de politieke vernieuwing te brengen waarop gehoopt werd. Aan het eind van de achttiende eeuw groeide dan ook de interne verdeeldheid in Nederland. De verlichting begon ook invloed te krijgen in de Republiek, waar een goed onderwijs bestond en daarmee een relatief grote groep geletterden. Dit leidde tot de wil naar een meer democratisch regeringssysteem. In 1781 werden in het pamflet Aan het Volk van Nederland van Joan Derk van der Capellen tot den Pol een aantal zaken op een rijtje gezet die moesten aantonen dat de malaise aan de stadhouder te wijten was. Aan de andere kant waren er de orangisten, die stadhouder Willem V nog meer macht wilden geven in navolging van de Franse koningen.
De onvrede van de regenten richtte zich op het patronagestelsel zoals dat was ingesteld met de regeringsreglementen van 1748 en dat Willem V bijzondere benoemingsrechten gaf. Dit had de invloed van de regenten doen afnemen, maar het eerste verzet daartegen richtte zich in 1781 niet op de stadhouder, maar op diens adviseur, de hertog van Brunswijk. Het jaar daarop was deze genoodzaakt terug te treden.
Naast deze oudpatriotten ontstond een democratische beweging die juist bezwaar maakte tegen het oligarchische karakter van het bestuur. Hoewel de motieven dus van verschillende aard waren, noemden de anti-orangisten zich allen patriotten, al steunden niet alle anti-orangistische regenten de toenemende politieke participatie van de burgers. Zij vreesden de mogelijke democratische beweging waardoor zij mogelijk meer zouden verliezen dan winnen en werden aristocraten genoemd.
Ondanks die bezwaren tegen burgerlijke participatie, organiseerde een deel van de oppositie 'de volksstem' waarbij burgers werden aangemoedigd om patriotse regenten te ondersteunen. In een aantal plaatsen wisten die zo de overhand te verkrijgen. Dat betekende niet dat het hele volk de patriotten goed gezind was, zoals wel bleek uit de rol van Kaat Mossel, een fel aanhangster van Oranje. Hierbij speelden hovelingen van Willem V een niet onbelangrijke rol door protesten van het proletariaat te organiseren. Van 1781 tot en met 1783 werd voor deze orangistische oproeren 400.000 gulden uitgegeven.
Internationaal waren de verhoudingen gewijzigd en was er na eeuwen niet langer een Frans-Habsburgse tegenstelling, waardoor in 1782 de barrièresteden ontruimd moesten worden. Bij de Staten van Holland en de Staten-Generaal ontstond onvrede over het stadhouderlijk stelsel die gedeeld werd met de regenten die in de pro-Engelse koers van de stadhouder een bedreiging voor de handel zagen. 
De Amerikaanse Revolutie (1775-1783) werd toegejuicht door de democraten, maar ook door de regenten die daarin een vermindering van de Engelse macht zagen. De bestaande onvrede werd versterkt door het rampzalige verloop van de Vierde Engelse Oorlog (1780-1784) die volgde op de erkenning van de Verenigde Staten tijdens de Amerikaanse Revolutie. De oorlog betekende een ramp voor Nederland, vooral economisch. 

## Grondwettige Herstelling
Vanaf 26 april 1783 kwamen in Amsterdam patriotse regenten uit Holland, Utrecht, Overijssel en Friesland bijeen voor de Vergadering van Vaderlandsche Regenten. Naast Van der Capellen tot den Pol waren dit onder meer Hooft, Abbema, Bicker en Visscher. De oudpatriotten grepen onder het mom van grondwettige herstelling terug op de Opstand en de Gouden Eeuw en wilden de oude rechten en privileges terug. Het ontbrak deze vergadering van oudpatriotse oligarchen echter aan eenheid en daarmee de aristocratische revolutie aan daadkracht.

## Acte van Verbintenis
De oudpatriotten leken terrein te winnen, maar de vrees van de aristocraten voor de democratische beweging bleek niet ongegrond. In Utrecht werd tijdens de derde nationale vergadering van de federatie van vrijkorpsen op 14 juni 1785 de Acte van Verbintenis ter onderlinge bescherming gepasseerd, waarin werd opgeroepen tot een volksbestuur zonder regenten. De stadhouder zou hierbij nog wel een rol spelen, maar ondergeschikt aan het volksbestuur. De federatie van vrijkorpsen bestond naast vrijkorpsen uit sociëteiten, krijgsraden, colleges van geconstitueerden en andere corporaties. Deze kreeg steeds meer het karakter van een nationaal burgerparlement, hoewel het geen formele functie had en zij de Staten van Holland erkenden.
Ook in het Leids Ontwerp kwamen opvattingen als in de Acte van Verbintenis naar voren. Pieter Paulus had al in 1777 gesteld: 'de regering moet een onus zijn, geen honos,' een opdracht en geen erebaan. Door samenwerkende patriotse regenten en burgers werden Willem V zijn bijzondere benoemingsrechten ontnomen. Op lokaal niveau begon zich een revolutie af te tekenen, waarbij vrijkorpsen een belangrijke rol speelden. Toen hij begin september 1785 zijn militaire gezag in Den Haag verloor, vertrok hij naar Het Loo.

## Bijltjesdag
Onder toenemende druk van de democratische beweging gaven veel aristocraten in 1786 hun neutrale positie op en zochten weer toenadering bij Oranje. De Engelsen wilden na de oorlog hun invloed herwinnen via de oranjepartij en hun gezant Harris speelde hierbij een belangrijke rol. Hij zag de vrijkorpsen als de grootste obstakels om de oude situatie te herstellen en drong op 27 augustus 1786 op Het Loo aan tot een militaire expeditie om de twee stadjes Elburg en Hattem tot gehoorzaamheid te dwingen. Holland verplaatste daarop zijn troepen ten oosten van Utrecht om die stad te beschermen tegen een aanval vanuit Gelderland.
In het najaar van 1786 probeerden Von Görtz namens Pruisen en De Rayneval namens Frankrijk om de regenten bij elkaar te brengen. Uit de bemoeienissen van de drie grote mogendheden bleek duidelijk de onmacht van de Republiek. Zij bleken echter niet in staat om het tij te keren. Harris had het plan opgevat om met behulp van prinsgezinde scheepstimmerlieden, ook wel bijltjes genaamd, de patriotse regenten in Amsterdam af te zetten. Het Bijltjesoproer werd echter bloedig neergeslagen tijdens Bijltjesdag en daarmee was Holland verloren voor de orangisten en aristocraten.
Harris zag een nationale aanpak nu als enige oplossing, maar had daarbij het Oranjehuis nodig. Willem V kon zich echter niet vinden in het plan en weigerde mee te werken. Zijn vrouw, prinses Wilhelmina van Pruisen, had zo kort na de verloren oorlog de Engelse hulp eerder steeds afgewezen, maar vroeg deze door de omstandigheden dan toch op 15 april 1787. Het plan van aanpak werd van 13 tot 18 mei besproken tijdens de Nijmeegse conferentie. Dit mondde uit in wat feitelijk een oorlogsverklaring was, het Declaratoir. Na veel verzet tekende Willem V dit document op 26 mei 1787.
Ondertussen was echter ook een poging gedaan door de verbannen Staten van Utrecht om de stad Utrecht te isoleren. Op 9 mei 1787 kwam het tot een treffen rondom Utrecht bij Jutphaas, bij Vreeswijk, Harmelen en Maarssen. Het Utrechtse vrijkorps kon echter met Hollandse hulp de aanval afslaan. Dit alles was aanleiding om de Commissie van Defensie op te richten die vanuit Woerden de verdediging van Holland en Utrecht moest organiseren.

## Aanhouding bij Goejanverwellesluis
Willem V weigerde echter zonder uitnodiging van zijn soeverein, de Staten van Holland, naar Den Haag te gaan, wat de orangisten voor een probleem stelde. De oplossing werd gevonden doordat Wilhelmina aanbood zijn plaats in te nemen. Zij vertrok op 28 juni 1787 naar Den Haag om de Staten van Holland te bewegen haar verdreven echtgenoot terug te laten keren. Om dit te voorkomen, hielden patriotten uit Gouda haar aan bij Goejanverwellesluis, waarna zij onverrichter zake terugkeerde naar Nijmegen. Met de aanhouding werden de plannen van de orangisten duidelijk, wat grote weerstand opriep bij de patriotse regenten en bij de burgerij die het slachtoffer werden van gewelddadigheden die uitgevoerd waren ter ondersteuning van het plan. Zij bewapenden zich dan ook met Franse hulp.

## Oranjerestauratie

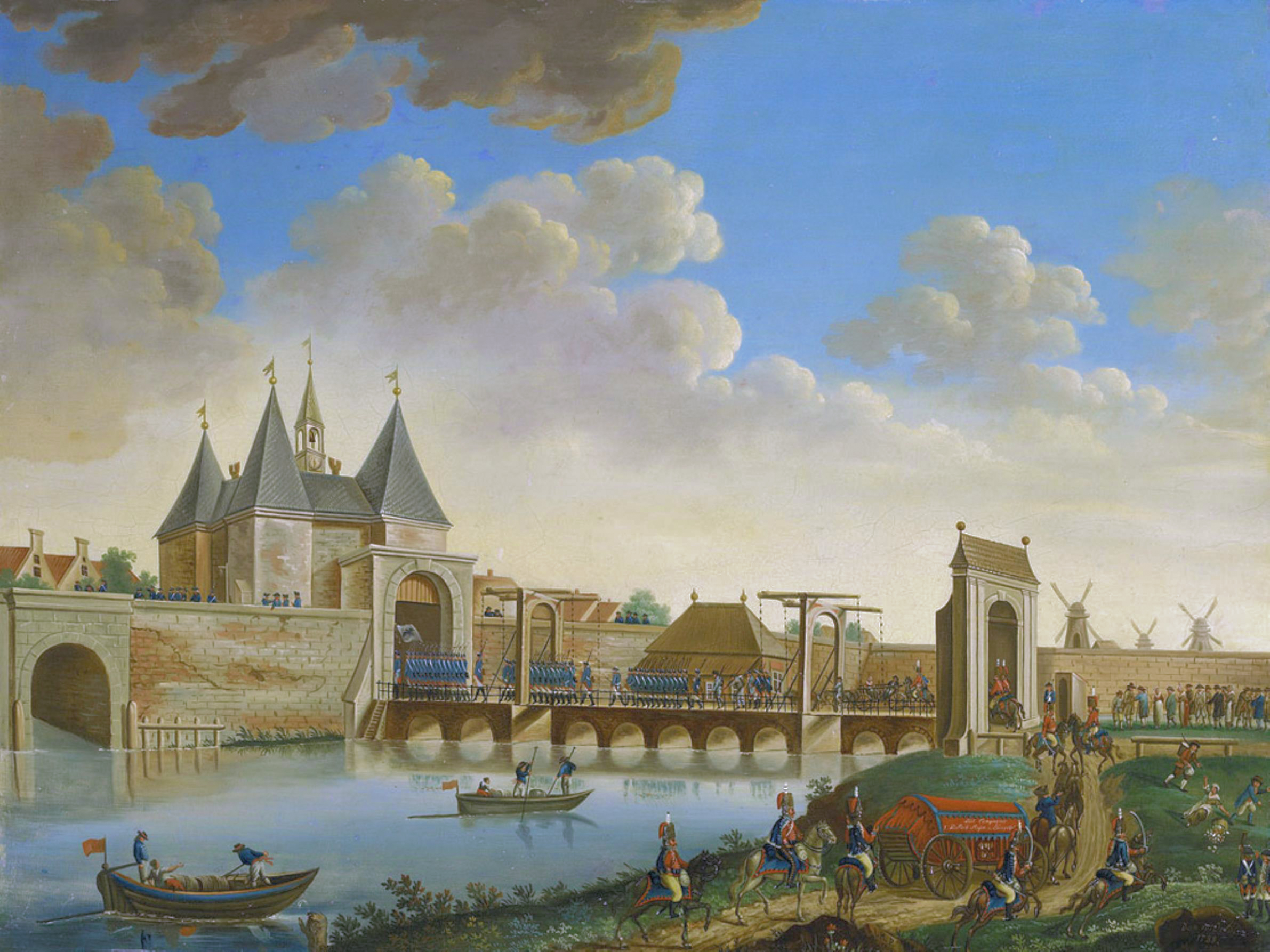
De intocht van de Pruisische troepen bij de Leidsepoort op 10 oktober 1787

Wilhelmina was de jongere zuster van Frederik Willem II, koning van Pruisen, en dit werd voor Harris het aanknopingspunt om de orangisten te hulp te schieten, zonder openlijke Engelse steun wat zo kort na de oorlog tegen de orangisten zou hebben gewerkt. De beledigde eer van zijn zuster bleek inderdaad voldoende en Frederik Willem II eiste satisfactie van het gewest Holland en stelde een ultimatum dat op 10 september van kracht werd. Dit hield niet meer in dan het aanbieden van excuses, het straffen van de schuldigen en een uitnodiging van de Staten van Holland voor Wilhelmina om naar Den Haag te komen, maar werd onder druk van de vrijkorpsen verworpen door de Staten van Holland. De verzwakte posities van Jozef II in de Oostenrijkse Nederlanden voorafgaande aan de Brabantse Omwenteling en Lodewijk XVI in Frankrijk voor de Franse Revolutie gaf voor Pruisen de doorslag om toe te geven aan de Engelse druk.
Om de legitimiteit van de omwenteling te waarborgen, diende voorkomen te worden dat er te veel sprake was van een inval. De Pruisische inval moest vooral het volk de gelegenheid geven om in opstand te komen voor het Oranjehuis. Deze opzet mocht niet bekend worden om te voorkomen dat zowel het volk als Frankrijk zich tegen de Oranjes zou keren en moest daarom een secret impénétrable zijn. Om die reden werd zelfs de Pruisische regering, die slechts uit was op de satisfactie, hierbuiten gehouden en werd alleen veldmaarschalk Brunswijk ingelicht door Hogendorp.
Gorinchem was de belangrijkste vestingstad in het zuidoosten van Holland en werd door Brunswijk aangevallen met zijn grootste divisie. De intimidatie die volgde uit het Beleg van Gorinchem op 17 september moest als afschrikwekkend voorbeeld dienen en de harde aanpak sorteerde inderdaad dit effect. Met een tweede divisie trok men daarna op tegen Overijssel en Utrecht en met een derde tegen het midden van Holland. Op donderdag 20 september 1787 kon Willem V zo terugkeren in Den Haag, nadat twee dagen eerder het patronagestelsel was hersteld.

## Nasleep
Hersteld in de oude rechten nam Willem V, maar in het bijzonder zijn vrouw Wilhelmina, nu represailles tegen de patriotten. Met behulp van de Eed op de Constitutie werden patriotten verbeurd verklaard van hun bezittingen en hun zetels in de vroedschap. Veel patriotten verzamelden zich uiteindelijk in Amsterdam, maar toen die stad zich op 10 oktober had overgegeven, vluchtten de kopstukken naar Parijs en duizenden anderen via Antwerpen en Brussel naar Noord-Frankrijk. Daar kregen de patriotten geldelijke steun van Lodewijk XVI. Velen zouden echter een niet onbelangrijke rol spelen in de Franse Revolutie die hen terug zou brengen naar de Republiek tijdens de Bataafse Revolutie. De prinsgezinde Van de Spiegel werd raadpensionaris van Holland en leidde daarmee de Republiek. Zijn pogingen tot hervormingen waren echter weinig succesvol en kwamen niet tegemoet aan het tijdens de patriottentijd gevormde hervormingsstreven van de burgerij. Het was dan ook niet zozeer de positie van de stadhouder, als die van de regenten die hersteld werd.
Met de Akte van Garantie werden de gewesten gedwongen om het stadhouderschap te aanvaarden als onderdeel van de eigen grondwetten, waarbij Engeland en Pruisen in mochten grijpen zodra dit in gevaar kwam. De afhankelijkheid bleek toen het revolutionaire Frankrijk op 1 februari 1793 de oorlog verklaarde aan Engeland en daarmee ook aan de stadhouder. Het Bataafs Legioen, bestaande uit naar Frankrijk gevluchte patriotten, nam deel aan deze oorlog, maar de op 18 maart 1793 verloren Slag bij Neerwinden maakte alle vreemdelingen verdacht bij de girondijnen, die kort daarna de macht hadden overnamen van de jakobijnen.
Daarop werd in Amsterdam een geheim comité gevormd, dat zich tot doel had gesteld een opstand te bewerkstelligen voordat de Franse legers de stad kwamen bezetten. Nadat de jakobijnen in de zomer van 1794 ten val waren gebracht door de thermidoriens maakten die een einde aan volksbewegingen. In het najaar begon de definitieve Franse aanval op de Republiek. De Staten van Holland hielden Willem V buiten de onderhandelingen over de capitulatie omdat de oorlog niet aan hen, maar aan de stadhouder zou zijn verklaard. Daarop vertrok deze op 18 januari 1795 naar Engeland. Het mocht de Staten niet baten, want gezien hun successen wezen zij de Hollandse eisen af en op 19 januari was de Bataafse Republiek een feit.
Vanuit zijn ballingsoord Kew Palace schreef Willem V zijn brieven van Kew waarin hij opriep tot opstand tegen de Fransen en bevel gaf aan de koloniale gouverneurs om de Nederlandse overzeese gebieden aan de Britten over te dragen zodat ze niet in Franse handen zouden vallen.